# Сигурд I
Сигурд I (на старонорвежки: Sigurðr Jórsalafari; на норвежки: Sigurd Jorsalfar), с прякор Кръстоносеца, е крал на Норвегия от 1103 до 1130 г. След смъртта на баща си крал Магнус III Босоногия, Сигурд управлява заедно със своя полубрат Йойстейн I, а след смъртта на Йойстейн управлява страната еднолично в следващите 7 години. Става известен с предводителството на Норвежкия кръстоносен поход от 1107-1110 г.

## Норвежкия кръстоносен поход
В 1107 г. Сигурд се отправил с войските си да покрепи Йерусалимското кралство създадено след Първия кръстоносен поход. Според норвежките саги той разполагал с 60 кораба и 5000 мъже. Сражавал се в Лисабон, на много от островите в Средиземно море и в Палестина. През 1110 г. заедно с Балдуин I обсажда и превзема крайбрежния град Сайда. На връщане към Норвегия той минава през Константинопол, влиза в града през Златната порта начело на воините си и остава известно време там. Приет е от императора, на когото подарява корабите си и много от спечелените по време на похода богатства, защото планира да се върне обратно по суша. Мнозина от воините на Сигурд избират да останат в Константинопол и да постъпят във Варяжката гвардия на василевса, уморени от дългия поход, но също така и привлечени от царствения град.
По обратния път до Норвегия Сигурд посещава редица държави, сред които България (Bolgaraland), земите на маджарите (Ungararíki), Панония, Бавария (Beiaraland), където се среща с Лотар III, император на Свещената Римска империя, Дания.

## Управление и смърт
Връщайки се в Норвегия през 1111 г. Сигурд I заварва една процъфтяваща държава. В негово отсъствие брат му Йойстейн I е насочил всичките си усилия към укрепване и икономическо развитие на страната.
Сигурд пренася столицата си в град Конгхеле и построява там църква, в която да се пази частица от Кръста Господен, получена от Балдуин I. През 1123 г. Сигурд предводителства кръстоносците в похода срещу езичниците в Смоланд.
Жени се за дъщерята на великия княз на Киевска Рус Мстислав I - Малмфрид. Двамата нямат синове, но от брака им се ражда дъщеря - Кристин Сигурдсдатер. Липсата на мъжки наследник довежда след смъртта на Сигурд до борба между различни претенденти за престола и тази гражданска война продължава близо 100 години.